# Kompleks crkve sv. Nikole u Poljanici Bistranskoj
Kompleks crkve sv. Nikole je sakralni kompleksi u mjestu Poljanica Bistranska u općini Bistra, zaštićeno kulturno dobro.

## Opis
Kompleks što ga čine župna crkva sv. Nikole, stari župni dvor iz 1631. godine, novi župni dvor iz 19. stoljeća te klijet iz 1928. godine smješten je na brežuljku iznad naselja Bistra. Crkvu je 1631. godine dao sagraditi barun Ivan Mascon kao jednobrodnu longitudinalnu građevinu zaključenu trostranom apsidom, sa sakristijom uz južnu stranu svetišta te zvonikom uz južni zid u ravnini glavnoga pročelja. Bačvasti svod sa susvodnicama oslikao je 1887. godine rimski slikar Marko Antonini. Sačuvan je inventar s kraja 17. i 19. stoljeća. Crkva predstavlja vrijedno ostvarenje barokne sakralne arhitekture.

## Zaštita
Pod oznakom Z-3526 zavedena je kao nepokretno kulturno dobro - pojedinačno, pravna statusa zaštićena kulturnog dobra, klasificirano kao "sakralno-profana graditeljska baština".